# Kim Ji-soo
Dans ce nom coréen, le nom de famille, Kim, précède le nom personnel.
Pour les articles homonymes, voir Kim Ji-soo (homonymie) et Kim.
Kim Ji-soo (hangeul : 김지수), couramment appelée par le mononyme Jisoo (hangeul : 지수), est une chanteuse, danseuse et actrice sud-coréenne née le 3 janvier 1995 à Gunpo. Elle est membre du groupe Blackpink (hangeul : 블랙핑크) formé par YG Entertainment depuis le 8 août 2016. Outre sa carrière musicale, Jisoo a entamé une carrière d'actrice dans la série télévisée The Producers et a tenu son premier rôle principal dans la série Snowdrop de JTCB en 2021, performance qui lui a valu le prix de la meilleure actrice aux Seoul International Drama Awards de 2022.
Jisoo a fait ses débuts solo avec le single Me en mars 2023. L'album a fait ses débuts au numéro un du Circle Album Chart avec 1,03 million d'exemplaires vendus en moins de deux jours, devenant l'album le plus vendu de tous les temps par une soliste féminine sud-coréenne et le premier à se vendre à plus d'un million d'exemplaires. Son premier single Flower a été un succès international, atteignant la deuxième place du Billboard Global 200 et du Circle Digital Chart et devenant la chanson la mieux classée d'une soliste coréenne au Canadian Hot 100 , aux New Zealand Singles Chart et aux UK Singles Chart.

## Biographie

### Jeunesse et famille
Jisoo est née le 3 janvier 1995à Gunpo, dans la province de Gyeonggi, en Corée du Sud. Elle a une sœur aînée, Ji-yoon (née en 1990), ainsi qu'un frère aîné, Jung-hoon (né en 1988). Enfant, Jisoo pratiquait régulièrement le taekwendo et le basketball et Ses parents rêvait quelle devienneécrivaine ou peintre. Elle a été élève à l'École des Arts du Spectacle de Séoul, dans laquelle elle a rejoint le club de théâtre, lui permettant d'acquérir de l'expérience dans l'industrie du divertissement.

### Début de carrière avec Blackpink et débuts d'actrice
A 16 ans, après plusieurs années en tant que stagiaire, elle intègre le label YG en 2011. L'agence la dévoile en 2016. Avant de débuter dans la chanson, elle apparaît dans plusieurs films publicitaires et clips, par exemple dans une pub pour Samsonite avec l'acteur Lee Min-ho et dans Smart Uniform avec iKON, un boys band de YG. Elle a également participé à des clips d'autres membres du label, comme Happen Ending d'Epik High et I'm Different de Hi Suhyun.
En 2015, elle apparaît pour la première fois dans une série télévisée (The Producers, diffusé sur KBS) en tant qu'invitée, aux côtés de Sandara Park et Kang Seung-yoon.
En 2016, Jisoo est la troisième membre révélée du groupe Blackpink, qui débute le 8 août 2016 avec la chanson boombayah
Elle entame sa carrière d'actrice et fait un caméo dans la série Arthdal Chronicles en 2019. Le 30 décembre 2020, YG Entertainment annonce qu'après les débuts solo de Jennie en 2018, Jisoo sera la dernière à débuter en solo, après Rosé en mars 2021 et Lisa plus tard dans la même année, l'agence attendant la fin de son tournage. Jisoo a participé en tant que parolière au premier single Lovesick Girls du premier album studio de Blackpink, The Album. Ella a de nouveau contribué à l'écriture de Yeah Yeah Yeah, issu du deuxième album studio de Blackpink, Born Pink.
Le 1er février 2017, la chaîne de télévision SBS annonce que Jisoo est la nouvelle présentatrice de l'émission Inkigayo, aux côtés de Jinyoung des Got7 et Doyoung des NCT. Le trio assure la présentation du show jusqu'en mars 2018.
Jisoo maîtrise trois langues : L'anglais mais c'est celle qui parle le moins bien anglais le coréen, le japonais et le chinois
En 2021, elle est l'actrice principale de la série Snowdrop produite par JTBC, aux côtés notamment de Yoo In-na et Jung Hae-In. Elle y joue une étudiante de première année, Eun Yeong-ro, retenue en otage par un agent nord-coréen dont elle est éprise. L'émission s'est classée numéro un sur Disney+ dans quatre des cinq pays dans lesquels elle a été disponible, dont la Corée du Sud. Le 31 août 2023, il a été annoncé que Jisoo avait obtenu le rôle principal aux côtés de Park Jeong-min dans la nouvelle série télévisée Influenza de Coupang Play, écrit par Han Jin-won, l'auteur de Parasite, et Ji Ho-jin et réalisé par Yoon Seong-hyun. Le 19 septembre, il a été rapporté que Jisoo ferait une apparition spéciale dans le rôle d'une fée traditionnelle coréenne dans le film Dr. Cheon et Lost Talisman.

### Débuts solo depuis 2023

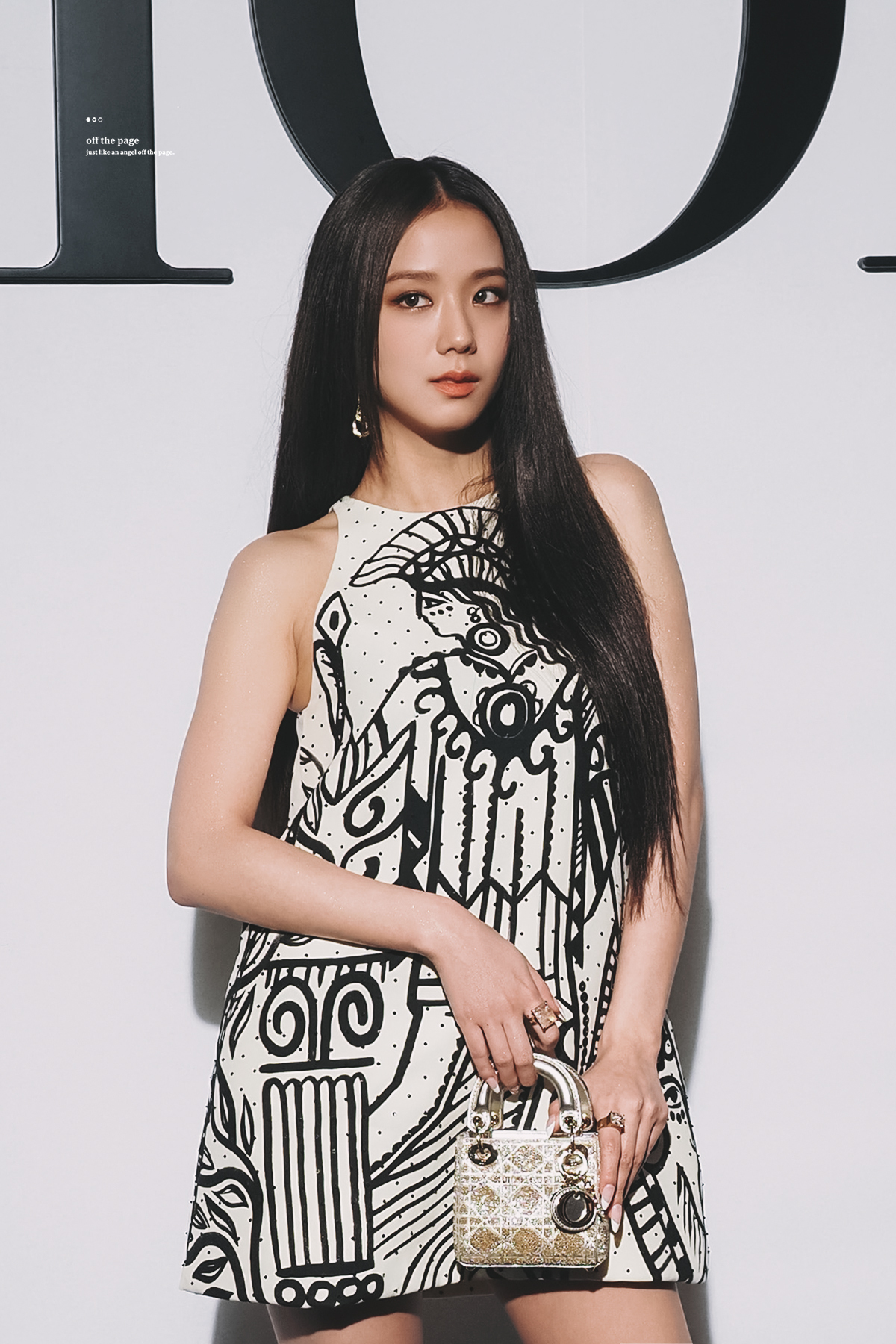
Jisoo at Dior SS22 Fashion Show in Paris

Le 2 janvier 2023, YG Entertainment a annoncé que Jisoo ferait ses débuts en tant qu'artiste solo dans l'année et qu'elle était en train d'enregistrer son premier album,. Le 21 février, son label a révélé que le tournage de son clip était en cours à l'étranger, avec le budget de production le plus élevé jamais investi dans un clip de Blackpink. Son premier album Me est sorti le 31 mars 2023, contenant notamment Flower et All Eyes on Me.
Me a fait ses débuts au numéro un du Circle Album Chart avec 1,03 million d'exemplaires vendus au cours de la première semaine de sortie. Il a battu le record de l'album le plus vendu par une soliste de K-pop et est devenu le premier à se vendre à un million d'exemplaires dans l'histoire. Le premier single Flower a été un succès commercial en Corée du Sud, atteignant la deuxième place du Circle Digital Chart, restant dans le top 10 douze semaines durant. A l'international, la chanson a fait ses débuts au numéro 2 du Billboard Global 200 et a enregistré le troisième meilleur démarrage en streaming pour le premier sigle d'un artiste dans l'histoire du classement. Elle est également devenue la chanson au classement le plus élevé d'une soliste coréenne sur le Canadian Hot 100 , le New Zealand Singles Chart et le UK Singles Chart. Jisoo a fait la promotion de Flower en l'interprétant dans Inkigayo de SBS et a remporté neuf émissions musicales sur des programmes de musique par câble sud-coréens, y compris Triple Crowns sur Inkigayo et Show Champion. Elle a interprété la chanson lors des concerts de Blackpink à Coachella en avril et au BTS Hyde Park en juillet,.
Le 21 février 2024, Jisoo, membre du groupe BLACKPINK, a annoncé la création de son propre label, "BLISSOO", pour gérer ses activités en solo. Cette initiative marque un nouveau chapitre dans sa carrière, lui offrant une plus grande autonomie artistique. Par la suite, le 29 janvier 2025, Jisoo a signé un contrat mondial avec Warner Records pour la distribution de sa musique en solo. Cette collaboration stratégique a permis la sortie de son premier mini-album solo, "Amortage", le 14 février 2025, renforçant ainsi sa présence sur la scène musicale internationale,.
"Amortage" a rencontré un succès international notable, se classant en tête des classements iTunes dans quarante-et-un pays, notamment au Mexique, en Espagne et à Hong Kong.
En Corée du Sud, "Amortage" a dominé les classements en se positionnant numéro un sur le Hanteo Chart et le Circle Chart dès sa sortie. Le premier jour, l'album s'est écoulé à 385 501 exemplaires, atteignant un total de 520 318 exemplaires vendus durant la première semaine, ce qui en fait l'un des albums les plus vendus par une artiste féminine soliste dans l'histoire du Hanteo Chart,.
Aux États-Unis, le titre principal "Earthquake" a atteint la première place du classement "World Digital Song Sales" de Billboard. Il s'est également classé 47e au "Billboard Global 200" et 22e au "Billboard Global 200 Excl. US",,.

## Mannequin
En décembre 2019, Jisoo est devenue ambassadrice de la marque de cosmétiques Dior, Dior Beauty. L'été suivant, Jisoo a été recrutée pour être la égérie de Dior et mannequin pour la collection Automne/Hiver 2020 de la marque de luxe française. En septembre 2020, Jisoo a couvert la 155e édition de Dazed Korea, où elle a discuté de son travail avec Dior,. En décembre 2020, elle a été photographiée avec les sacs Lady Dior et D'Lite de la collection Dior's Cruise 2020-2021. Elle a également fait la promotion de la collection Printemps/Été de la marque, en portant le sac Caro de Dior. En mars, Jisoo a confirmé son partenariat à long terme avec Dior lorsqu'ils l'ont annoncée comme leur nouvelle ambassadrice mondiale, aux côtés de Natalie Portman et Cara Delevingne. En mai 2021, elle s'est lancée dans son projet de collaboration avec la marque, en dirigeant les campagnes Dior automne 2021 et Dior Vespa en vedette de la couverture du magazine Elle en juin, qui a été diffusée dans quatre pays : Hong Kong, Thaïlande, Singapour et Inde,,. Jisoo a également modélisé le nouveau baume à lèvres de Dior, Dior Addict Lip Glow, pour la série Dior Beauty,. En septembre 2021, elle a assisté au défilé Femme Printemps/Été 2022 de Dior, organisé lors de la Fashion Week de Paris 2021 au Jardin des Tuileries à Paris,,. En février 2022, Jisoo est devenue l'égérie de la collection de rouges à lèvres Addict de Dior aux côtés de ses collègues ambassadrices Anya Taylor-Joy et Sharon Alexie. A l'occasion de ses 28 ans, Dior a sorti une nouvelle teinte de brillant à lèvres, "031 Strawberry".
En septembre 2020, Jisoo a été nommé modèle principal du Pasha de Cartier. Le 25 mai 2022, la maison de luxe française annonce que Jisoo devient ambassadrice de sa marque rejoignant la communauté Panthère de Cartier qui comprend déjà Annabelle Wallis, Ella Balinska, Chang Chen, Mariacarla Boscono et Yasmine Sabri.
En septembre 2024,Jisoo est devenue ambassadrice mondial de la marque américaine de prêt à porter Tommy Hilfiger.

## Discographie

### Mini-album (EP)
| Titre    | Détails                                                               | Classement | Ventes                |
| Titre    | Détails                                                               | COR        | Ventes                |
| -------- | --------------------------------------------------------------------- | ---------- | --------------------- |
| Amortage | - Date de sortie : 14 février 2025 - Labels : BLISSOO, Warner Records | 1          | COR : plus de 627 000 |

### Single album
| Titre | Détails                                                                         | Classement | Ventes                  |
| Titre | Détails                                                                         | COR        | Ventes                  |
| ----- | ------------------------------------------------------------------------------- | ---------- | ----------------------- |
| ME    | - Date de sortie : 31 mars 2023 - Labels : YG Entertainment, Interscope Records | 1          | COR : plus de 1 540 000 |

### Singles
| Année                                                      | Titre       | Meilleures positions | Meilleures positions | Meilleures positions | Meilleures positions | Meilleures positions | Meilleures positions | Meilleures positions | Meilleures positions | Album    |
| Année                                                      | Titre       | COR                  | JAP                  | AUS                  | FRA                  | GBR                  | CAN                  | USA Bubb.            | MON                  | Album    |
| ---------------------------------------------------------- | ----------- | -------------------- | -------------------- | -------------------- | -------------------- | -------------------- | -------------------- | -------------------- | -------------------- | -------- |
| 2023                                                       | Flower (꽃) | 2                    | 45                   | 33                   | 131                  | 38                   | 30                   | 4                    | 2                    | ME       |
| 2025                                                       | Earthquake  | 41                   | —                    | —                    | —                    | —                    | —                    | —                    | 47                   | Amortage |
| "—" indique que le titre ne s'est pas classé dans ce pays. |             |                      |                      |                      |                      |                      |                      |                      |                      |          |

## Filmographie

### Films
| Année | Titre                           | Titre original                  | Réalisateur   | Rôle       | Note(s)        | Réf.   |
| ----- | ------------------------------- | ------------------------------- | ------------- | ---------- | -------------- | ------ |
| 2023  | Dr. Cheon and the Lost Talisman | 천박사 퇴마 연구소: 설경의 비밀 | Kim Seong-sik | Une fée    | Apparition     | [ 71 ] |
| 2025  | Omniscient Reader: The Prophet  | 전지적 독자 시점                | Kim Byung-woo | Lee Ji-hye | Rôle principal | [ 72 ] |

### Séries
| Année   | Titre               | Titre original    | Chaîne        | Rôle           | Note(s)        | Réf.   |
| ------- | ------------------- | ----------------- | ------------- | -------------- | -------------- | ------ |
| 2015    | The Producers       | 프로듀사          | KBS2          | Elle-même      | Apparition     | [ 73 ] |
| 2017    | Part-Time Idols     | 비정규직 아이돌   | SBS/Netflix   | Elle-même      | Apparition     | [ 73 ] |
| 2019    | Arthdal Chronicles  | 아스달 연대기     | tvN           | Sae Na-rae     | Apparition     | [ 73 ] |
| 2021    | Snowdrop            | 설강화 : snowdrop | JTBC/Disney+  | Eun Young-ro   | Rôle principal | [ 74 ] |
| 2025    | Newtopia            | 뉴토피아          | Coupang/Prime | Kang Yeong-joo | Rôle principal | [ 75 ] |
| À venir | Boyfriend on Demand | 월간남친          | MBC TV        | Seo Mi-rae     | Rôle principal | [ 76 ] |

## Tournée
JISOO Fan Asia Tour - Lights, Love, Action! (2025)
| Date(s)            | Pays        | Ville     | Lieu                            |
| ------------------ | ----------- | --------- | ------------------------------- |
| 14 mars 2025       | Philippines | Manille   | Smart Araneta Coliseum          |
| 15 mars 2025       | Thaïlande   | Bangkok   | Queen Sirikit Convention Center |
| 17 et 18 mars 2025 | Japon       | Saitama   | Saitama Super Arena             |
| 21 et 22 mars 2025 | Chine       | Macao     | Galaxy Arena                    |
| 23 mars 2025       | Taïwan      | Taipei    | Messe Taoyuan                   |
| 28 et 29 mars 2025 | Chine       | Hong Kong | AsiaWorld-Arena                 |
| 30 mars 2025       | Vietnam     | Hanoi     | My Dinh Indoor Athletics Arena  |

## Récompenses et nominations
| Cérémonie de la remise des prix  | Année | Catégorie                                     | Nomination | Résultats    | Ref.   |
| -------------------------------- | ----- | --------------------------------------------- | ---------- | ------------ | ------ |
| Asia Artist Awards               | 2023  | Prix de popularité – Chanteuse                | Jisoo      | En attente   | [ 78 ] |
| Blue Dragon Series Awards        | 2022  | Meilleure actrice                             | Snowdrop   | Sélectionnée | [ 79 ] |
| Blue Dragon Series Awards        | 2022  | Meilleure actrice dans un second rôle         | Snowdrop   | Sélectionnée | [ 79 ] |
| Blue Dragon Series Awards        | 2022  | Actrice de l'année                            | Snowdrop   | Sélectionnée | [ 79 ] |
| Prix de l'artiste de l'année     | 2023  | Chanteuse solo de l'année                     | Jisoo      | Lauréat      | [ 80 ] |
| The Fact Music Awards            | 2021  | Fan N Star Choix Individuel                   | Jisoo      | Sélectionnée | [ 81 ] |
| The Fact Music Awards            | 2023  | Meilleure musique - printemps                 | Flower     | Nomination   | [ 82 ] |
| The Fact Music Awards            | 2023  | Prix de popularité                            | Jisoo      | Nomination   | [ 83 ] |
| MAMA Awards                      | 2023  | Artiste de l'année                            | Jisoo      | Sélectionnée | [ 84 ] |
| MAMA Awards                      | 2023  | Meilleure performance de danse – Solo féminin | Flower     | Lauréat      | [ 84 ] |
| MAMA Awards                      | 2023  | Meilleure artiste féminine                    | Jisoo      | Lauréat      | [ 84 ] |
| MAMA Awards                      | 2023  | Meilleur vidéoclip                            | Flower     | Lauréat      | [ 84 ] |
| MAMA Awards                      | 2023  | Chanson de l'année                            | Flower     | Nomination   | [ 84 ] |
| MAMA Awards                      | 2023  | Worldwide Fans' Choice Top 10                 | Jisoo      | Nomination   | [ 84 ] |
| Melon Music Awards               | 2023  | Top 10 des artistes                           | Jisoo      | Nomination   | [ 85 ] |
| Seoul International Drama Awards | 2022  | Actrice coréenne exceptionnelle               | Snowdrop   | Lauréat      | [ 86 ] |
| Seoul International Drama Awards | 2022  | Meilleure Idole de K-Pop                      | Jisoo      | Nomination   | [ 87 ] |
| Seoul Music Awards               | 2024  | Fan Choice de l'année                         | Jisoo      | En attente   | [ 88 ] |
| Weibo Starlight Awards           | 2021  | Prix de la renommée Starlight (Rep. de Corée) | Jisoo      | Lauréat      | [ 89 ] |

## Décorations
2023 : Officier de l'ordre de l'empire britannique, décerné par le roi Charles III,.